# Oliver McCall
Oliver McCall est un boxeur américain né le 21 avril 1965 à Chicago.

## Des problèmes légaux
La carrière de McCall a été ternie par plusieurs séjours dans des centres de désintoxication et des arrestations pour mauvais comportement. Il a tenté de nombreux retours, bien que ses efforts aient été à plusieurs reprises contrariés par des démêlés avec la justice.

## Jeunesse
Né à Chicago, McCall a déménagé pour vivre avec sa mère à Racine, Wisconsin et a fréquenté William Horlick High School, avant d'être transféré à Washington Park High School. En 1981, cependant, McCall est retourné à Chicago où il a poursuivi la boxe et a remporté deux titres des Golden Gloves de Chicago.

## Carrière
Surnommé The Atomic Bull, il devient champion du monde des poids lourds WBC le 24 septembre 1994 en battant à la surprise générale Lennox Lewis par KO à la 2e reprise puis perd sa ceinture aux points face à un autre Britannique, Frank Bruno, le 2 septembre 1995.
Il y aura un combat revanche contre Lennox Lewis le 2 juillet 1997 . Ce combat est connu comme étant l’un des plus bizarres de l’histoire, McCall refusera de se battre alors qu’il est sur le ring, et se met ensuite à pleurer jusqu’à ce que son coin abandonne. Il souffrait apparemment de problèmes mentaux, c’est ce qui aurait causé ce craquage .
Selon lui, le meilleur adversaire qu’il a affronté durant sa carrière est la légende de la boxe Larry Holmes qu’il a battu aux points le 8 avril 1995, son adversaire alors âgé de 45 ans .
Il était connu pour être le partenaire d’entraînement de Mike Tyson, étant l’un des seuls capable d’encaisser ses coups, car ayant une résistance hors du commun.